# Duarte de Bragança, senhor de Vila do Conde
Duarte de Bragança ou Duarte de Portugal (Vila Viçosa, 30 de Março  de 1605 - Milão, 3 de Setembro de 1649) foi um nobre português, militar, senhor de Vila do Conde, filho de Teodósio II, Duque de Bragança, e irmão do futuro rei D. João IV de Portugal.

## Biografia
Nasceu no Paço Ducal de Vila Viçosa em 1605 e, a tradição histórica diz que era de "estatura grande, mas bem proporcionada, de gentil presença, branco e rosado, de cabelo louro, os olhos rasgados e alegras, de disposição tão proporcionada, e talhe de corpo tão bizarro, que levava a atenção de todos".
Decidido a fazer uma viagem pela Europa, em 1634, parte na companhia de Francisco de Sousa Coutinho, seu aposentador mór. Os autores discutem tal decisão, se se devia a não querer servir a coroa filipina ou à ambição de honras que sua condição de segundo filho dificilmente poderia obter no reino, mas , há também quem pense que terá sido por mexericos na corte relacionada com uma sua não conveniente relação amorosa.
Sedento de feitos militares, decidiu servir o Imperador Fernando III da Germânia na Guerra dos Trinta Anos, alcançando o posto de coronel do regimento da Banda Negra e depois a general de artilharia.
Em 1638 visitou Portugal, alojando-se na casa de Francisco Soares que seu genro D. Francisco de Faro (depois conde de Odemira) lhe o preparou, quando foi-lhe pedido tomar o comando da revolta que culminaria na Restauração da Independência.
Quando a notícia chegou à Alemanha, de que esta revolução contra Espanha tinha acontecido, escreveu em 12 de Janeiro de 1641 ao irmão a dizer-lhe que voltaria a Portugal assim que pudesse. Mas a Espanha que tinha obtido por via diplomática essa informação primeiro que ele, pela via do embaixador Francisco de Melo radicado em Viena, pediu de imediato ao imperador que prendesse o infante na fortaleza de Passau, que de facto aconteceu. Depois transitou para a de Graz, no sul da Áustria.  D. João IV ainda ordenou aos seus embaixadores que usassem de todos os meios para libertarem o irmão, Chegou a pedir ajuda ao papa Inocêncio X, apesar do Vaticano ainda não ter reconhecido D. João como rei, e que não teve êxito. 
D. Duarte, que não interviera na conjura, foi vendido aos espanhóis e acabou por sofrer as consequências da Guerra da Restauração. Encerrado depois na Torre Rocchetta do Castello Sforzesco de Milão, morreu após oito anos de cativeiro, em 3 de Setembro de 1649. Foi sepultado na igreja do mesmo castelo. 
A corte portuguesa cobriu-se de luto rigoroso mas, embora na época aquela figura tenha suscitado muita simpatia entre os portugueses, a História foi-lhe esquecida.

### Alegada descendência
Manuel Álvares Velho, nascido cerca de 1632, foi um famoso mistificador que se fez passar por filho ilegítimo do Infante D. Duarte e de Maria de Lara e Meneses, poetisa, à qual chamavam "a Peregrina" por ser em extremo formosa e dotada de belas perfeições, concorrendo para isto as belas prendas que tinha em saber latim, Francês e poesia, falecida em 1649. Sendo esta filha de João Pais Velho de Meneses e Albuquerque e D. Joana de Lara, filha de D. Manuel de Meneses, Duque de Vila Real. Também chamado D. Manuel de Bragança, conseguindo obter diplomas régios como tal, nomeadamente ao requerer Armas concedidas a 6 de Outubro de 1667, de cujo teor se retiram as as informações genealógicas acima. Foi educado em Levada por seu tio materno, o Capitão Brás Álvares Pais de Meneses, que o dotou com todos os seus bens, e foi morador em Viseu, Rio de Moinhos, Sátão e Levada. Pediu por duas vezes Armas, sendo que na primeira se dá por filho natural daqueles pais e na segunda como filho legítimo, identificando a data e o local de casamento dos mesmos, em Viena a 24 de Junho de 1635, e ao qual se lhe deram por Armas: de prata com cinco escudetes de azul, postos em cruz, cada escudete carregado de cinco besantes de prata, postos em sautor, com um filete negro em banda e duas bricas nos cantões do chefe, a da direita de ouro plena e a da esquerda de azul com três flores-de-lis de ouro postas em banda, bordadura de vermelho, carregada de sete castelos de ouro; timbre: uma serpente de ouro. Estas Armas, colocadas entre as dos Velho em alguns livros de Armaria, pertencem, porém, embora obtidas falsamente, aos de Bragança. Casou com Domingas Pais, falecida em 1665, filha de Manuel Pais Velho e de sua mulher Maria Lopes do Amaral, da qual teve um filho, D. Manuel Pais de Bragança.